# مونترو (بولیوی)
مونترو (به اسپانیایی: Montero) یک شهر در بولیوی است که در Obispo Santistevan Province واقع شده‌است. مونترو ۲۸۰ کیلومتر مربع مساحت و ۱۰۹٬۵۰۳ نفر جمعیت دارد و ۳۵۷ متر بالاتر از سطح دریا واقع شده‌است.